# Fromental Halévy
Jacques-François-Fromental-Élie Halévy (1799-1862) là nhà soạn nhạc, nhà sư phạm người Pháp.

## Cuộc đời và sự nghiệp
Fromental Halévy học nhạc tại Nhạc viện Paris, được Luigi Cherubini hướng dẫn, chỉ bảo. Sau đó, Halévy được trao Giải thưởng Rome. Trong các năm 1819-1821, ông sống tại Ý vì đoạt giải thưởng trên. Năm 1827, ông giảng dạy môn hòa thanh. Năm 1838, ông giảng dạy môn phức điệu và từ năm 1840 trở thành giáo sư môn sáng tác tại Nhạc viện Paris. Năm 1836, ông được phong viện sĩ của Viện Pháp quốc.

## Các tác phẩm
Fromental Halévy đã viết: 
- Hơn 30 vở opera, đáng chú ý có:

- Người con gái của Hồng y giáo chủ (1835)
- Những ngự lâm pháo thủ của hoàng hậu (1846)

- Opera-ballet Manon Lescaut (1830)
- ba bản cantata, tiêu biểu là Herminie (tác phẩm giúp ông đoạt Giải thưởng Rome vào năm 1819)
- Các tiểu phẩm piano
- Các bản romance
- Những tác phẩm dành cho hợp xướng

Ngoài ra, Halévy còn viết sách dạy ký xướng âm